# Monétay-sur-Loire
Monétay-sur-Loire est une commune française située dans le département de l'Allier, en région Auvergne-Rhône-Alpes.
Ses habitants sont appelés les Monétois et les Monétoises.

## Géographie

### Localisation
La commune se situe dans les Basses Marches du Bourbonnais, à l'est du département de l'Allier.
Ses communes limitrophes sont :
| Saligny-sur-Roudon |                   | Coulanges              |
|                    | Monétay-sur-Loire | Le Pin                 |
| Liernolles         |                   | Saint-Didier-en-Donjon |

### Voies de communication et transports
La commune est traversée par les routes départementales 21, passant au sud de la commune et reliant Liernolles au Pin ; 59, vers Coulanges au nord-est ; 165, vers Saligny-sur-Roudon au nord-ouest ; 166, vers Le Donjon au sud ; 465 ; et 511.

### Climat
Pour des articles plus généraux, voir Climat d'Auvergne-Rhône-Alpes et Climat de l'Allier.
En 2010, le climat de la commune est de type climat océanique dégradé des plaines du Centre et du Nord, selon une étude du CNRS s'appuyant sur une série de données couvrant la période 1971-2000. En 2020, Météo-France publie une typologie des climats de la France métropolitaine dans laquelle la commune est exposée à un climat océanique altéré et est dans la région climatique Centre et contreforts nord du Massif Central, caractérisée par un air sec en été et un bon ensoleillement.
Pour la période 1971-2000, la température annuelle moyenne est de 11,1 °C, avec une amplitude thermique annuelle de 16,5 °C. Le cumul annuel moyen de précipitations est de 843 mm, avec 11,8 jours de précipitations en janvier et 7,5 jours en juillet. Pour la période 1991-2020, la température moyenne annuelle observée sur la station météorologique de Météo-France la plus proche, « Saint-Didier_sapc », sur la commune de Saint-Didier-en-Donjon à 6 km à vol d'oiseau, est de 11,5 °C et le cumul annuel moyen de précipitations est de 762,6 mm,. Pour l'avenir, les paramètres climatiques de la commune estimés pour 2050 selon différents scénarios d'émission de gaz à effet de serre sont consultables sur un site dédié publié par Météo-France en novembre 2022.

## Urbanisme

### Typologie
Au 1er janvier 2024, Monétay-sur-Loire est catégorisée commune rurale à habitat très dispersé, selon la nouvelle grille communale de densité à 7 niveaux définie par l'Insee en 2022.
Elle est située hors unité urbaine et hors attraction des villes,.

### Occupation des sols

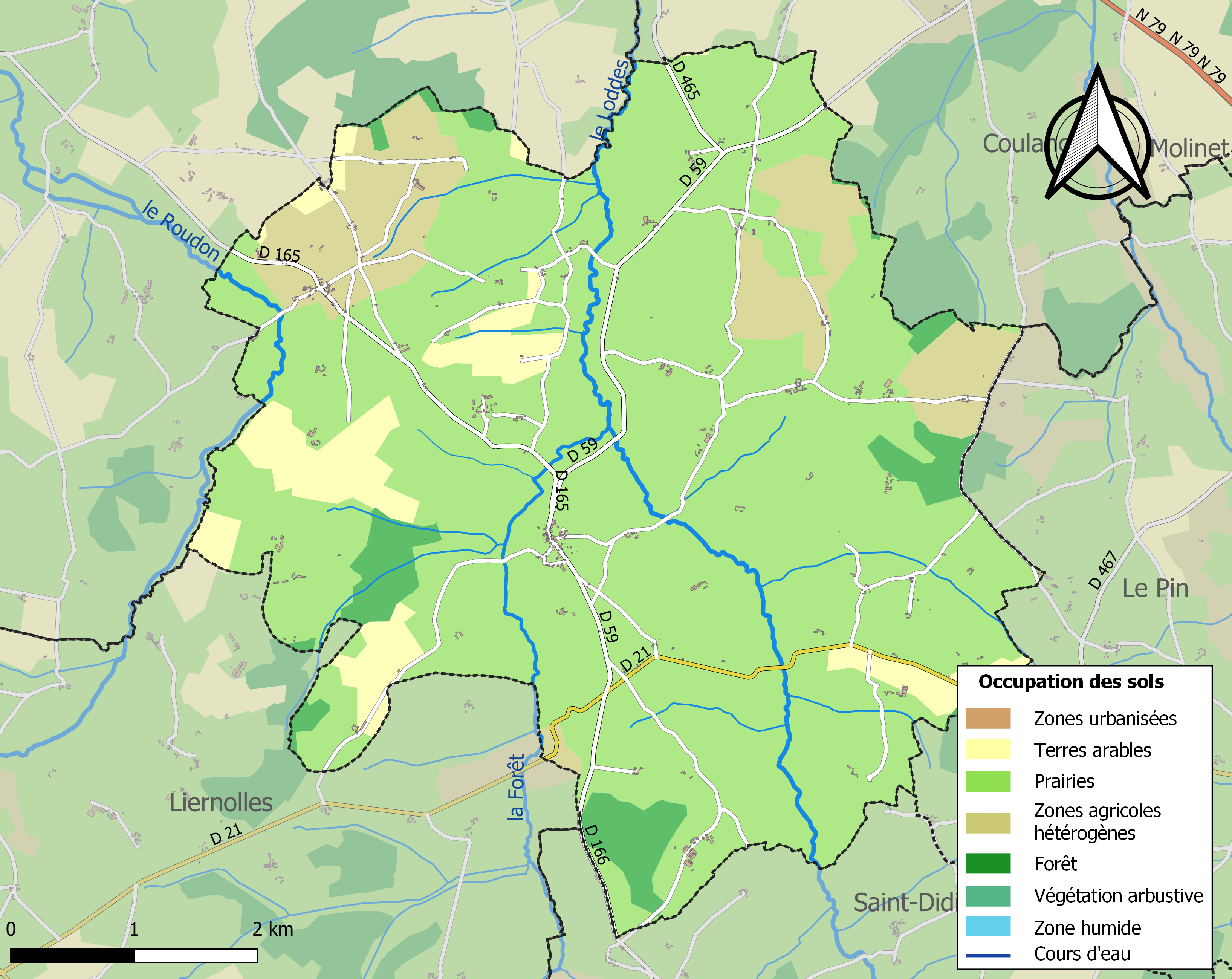
Carte des infrastructures et de l'occupation des sols de la commune en 2018 (CLC).

L'occupation des sols de la commune, telle qu'elle ressort de la base de données européenne d’occupation biophysique des sols Corine Land Cover (CLC), est marquée par l'importance des territoires agricoles (95,1 % en 2018), une proportion identique à celle de 1990 (95,1 %). La répartition détaillée en 2018 est la suivante : prairies (77,7 %), zones agricoles hétérogènes (10,3 %), terres arables (7,1 %), forêts (4,9 %).
L'IGN met par ailleurs à disposition un outil en ligne permettant de comparer l'évolution dans le temps de l'occupation des sols de la commune (ou de territoires à des échelles différentes). Plusieurs époques sont accessibles sous forme de cartes ou photos aériennes : la carte de Cassini (XVIIIe siècle), la carte d'état-major (1820-1866) et la période actuelle (1950 à aujourd'hui).

## Politique et administration

### Découpage territorial
Par arrêté préfectoral du 2 janvier 2024, la commune est retirée le 1er janvier 2024 de l'arrondissement de Moulins et rattachée à l'arrondissement de Vichy.

### Liste des maires
Le maire sortant, Yves Plouhinec, a été réélu à la suite des élections municipales de 2020. Le conseil municipal, réuni le 28 mai 2020 pour élire le maire, a désigné trois adjoints.
| Période                                  | Période                   | Identité         | Étiquette | Qualité     |
| ---------------------------------------- | ------------------------- | ---------------- | --------- | ----------- |
| Les données manquantes sont à compléter. |                           |                  |           |             |
| 1991                                     | novembre 2012             | Bernard Bouillon |           |             |
| décembre 2012                            | En cours (au 29 mai 2020) | Yves Plouhinec   | PCF       | Agriculteur |

## Population et société

### Démographie
Les habitants de la commune sont appelés les Monétois et les Monétoises.
L'évolution du nombre d'habitants est connue à travers les recensements de la population effectués dans la commune depuis 1793. Pour les communes de moins de 10 000 habitants, une enquête de recensement portant sur toute la population est réalisée tous les cinq ans, les populations de référence des années intermédiaires étant quant à elles estimées par interpolation ou extrapolation. Pour la commune, le premier recensement exhaustif entrant dans le cadre du nouveau dispositif a été réalisé en 2005.

En 2022, la commune comptait 249 habitants, en évolution de −6,39 % par rapport à 2016 (Allier : −1,38 %, France hors Mayotte : +2,11 %).
| 1793 | 1800 | 1806 | 1821 | 1831 | 1836 | 1841 | 1846 | 1851 |
| ---- | ---- | ---- | ---- | ---- | ---- | ---- | ---- | ---- |
| 616  | 516  | 632  | 697  | 702  | 743  | 717  | 717  | 731  |

| 1856 | 1861 | 1866 | 1872 | 1876 | 1881 | 1886 | 1891 | 1896 |
| ---- | ---- | ---- | ---- | ---- | ---- | ---- | ---- | ---- |
| 723  | 760  | 804  | 904  | 908  | 982  | 978  | 919  | 863  |

| 1901 | 1906 | 1911 | 1921 | 1926 | 1931 | 1936 | 1946 | 1954 |
| ---- | ---- | ---- | ---- | ---- | ---- | ---- | ---- | ---- |
| 878  | 893  | 854  | 752  | 742  | 696  | 669  | 651  | 613  |

| 1962 | 1968 | 1975 | 1982 | 1990 | 1999 | 2005 | 2006 | 2010 |
| ---- | ---- | ---- | ---- | ---- | ---- | ---- | ---- | ---- |
| 635  | 555  | 509  | 438  | 339  | 340  | 301  | 291  | 285  |

| 2015 | 2020 | 2022 | - | - | - | - | - | - |
| ---- | ---- | ---- | - | - | - | - | - | - |
| 268  | 247  | 249  | - | - | - | - | - | - |

## Culture locale et patrimoine

### Lieux et monuments
- Le site de l'ancienne motte féodale de Montourmentier[21].
- Église Saint-Sulpice de Monétay-sur-Loire.